# Club Homs
O Club Homs é um grêmio associativo e recreativo da coletividade sírio-libanesa da cidade de São Paulo. O clube foi fundado em 2 de maio de 1920 por 22 imigrantes oriundos da cidade de Homs, na Síria, com o objetivo de estabelecer um local de encontro para a comunidade, onde todos pudesses jogar taule (gamão) e dominó, além de ter notícias da cidade natal..
A sede do clube, comprada em meados da década de 1940, está localizada na avenida Paulista número 735.